# Tête-bêche

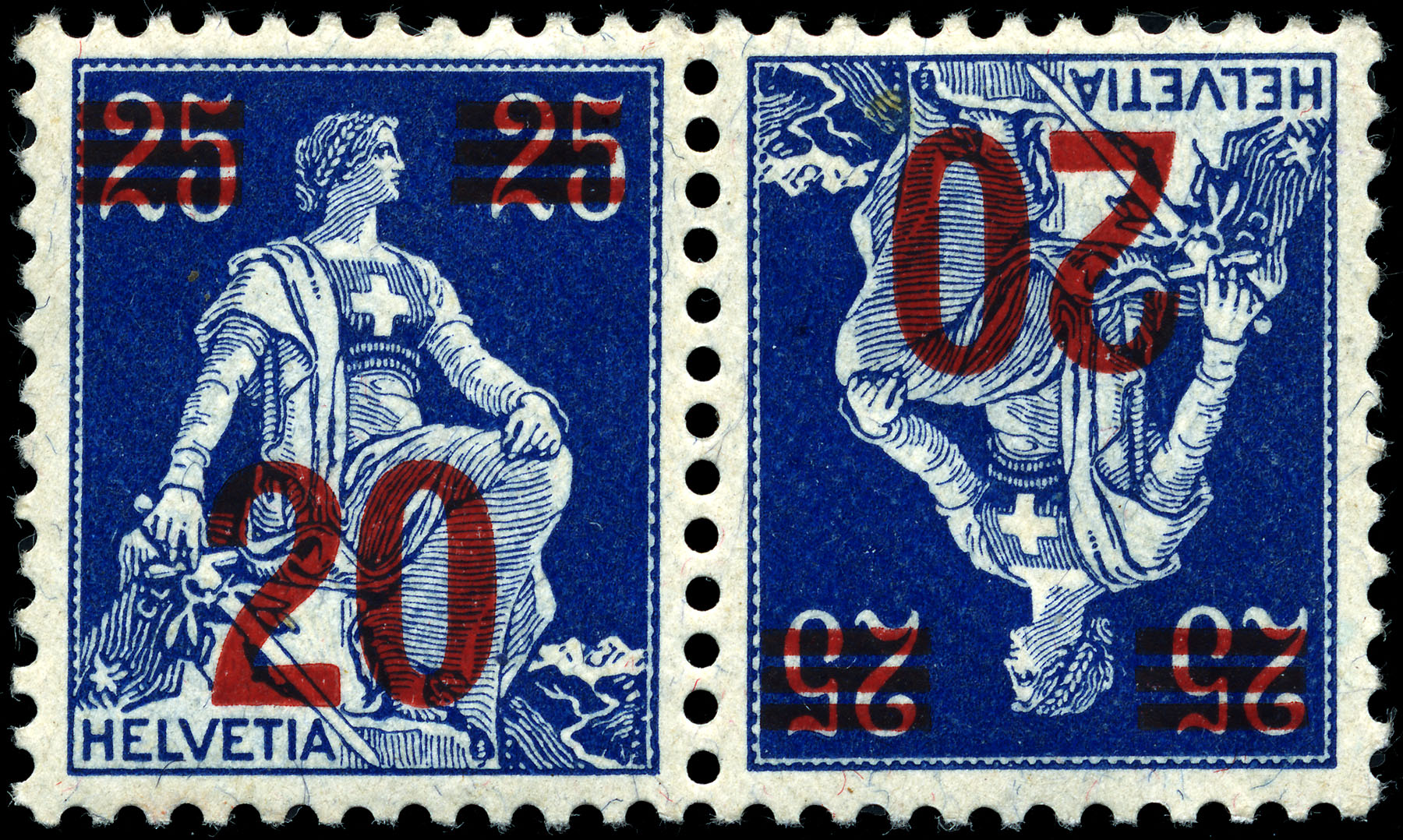
Voorbeeld

In de filatelie betekent tête-bêche of keerdruk dat een samenhangend paartje van twee dezelfde postzegels ten opzichte van elkaar op-zijn-kop staat. Bij driehoekige zegels spreekt men echter niet van tête-bêche, omdat de kopstand dan onvermijdelijk is.
Er zijn  verschillende oorzaken dat een tête-bêche kan ontstaan:
- een beschadigd cliché van een postzegel wordt vervangen door een ander cliché dat per ongeluk kopstaand in de drukplaat wordt gemonteerd;
- door technische redenen, bijvoorbeeld bij de productie van postzegelboekjes;
- voor filatelistische doeleinden.